# Hjalmar Nyström
Pour les articles homonymes, voir Nyström.
Hjalmar Eemil Nyström est un lutteur finlandais né le 28 mars 1904 à Helsinki et mort le 6 décembre 1960 dans la même ville.

## Palmarès

### Jeux olympiques
- Médaille d'argent  en lutte gréco-romaine dans la catégorie des plus de 82,5 kg en 1928 à Amsterdam
- Médaille de bronze en lutte libre dans la catégorie des plus de 87 kg en 1936 à Berlin

### Championnats d'Europe
- Médaille d'argent en lutte gréco-romaine dans la catégorie des plus de 87 kg en 1935 à Copenhague
- Médaille d'argent en lutte gréco-romaine dans la catégorie des plus de 87 kg en 1931 à Prague
- Médaille d'argent en lutte gréco-romaine dans la catégorie des plus de 87 kg en 1930 à Stockholm
- Médaille de bronze en lutte libre dans la catégorie des plus de 87 kg en 1934 à Stockholm